# Sielsowiet Łapacina
Sielsowiet Łopacin (s. łopaciński, biał. Лапацінскі сельсавет, łapacinski s.) – dawny sielsowiet na Białorusi w obwodzie mohylewskim, w rejonie mścisławskim.  Centrum sielsowietu był Łopacin. 

## Historia
Sielsowiet został utworzony 20 sierpnia 1924, 24 września 1926 centrum sielsowietu zostało przeniesione do Chodas.